# Gilles Janeyrand
Pour les articles homonymes, voir Du Janerand.
Gilles Janeyrand, né à Boulogne-Billancourt (Hauts-de-Seine) le 26 mai 1952, est un acteur français.
Il est le fils du peintre Daniel du Janerand et le frère de l'acteur Philippe du Janerand.

## Biographie
Auteur-compositeur-interprète et comédien, Gilles Janeyrand a enregistré plusieurs disques dont un album. Il a également écrit la musique de pièces de théâtre et de films.
Il a fait du théâtre sous la direction de Jérôme Savary, Robert Hossein, Andréas Voutsinás, Paul Weawer, Blanche Salant, Bernard Rousselet, Robert Fortune, Philippe Noël, Jean-François Philippe, Alain Sachs, Jean-Pierre Dravel, Olivier Macé, Laurent Delvert, Michel Vinaver.

## Filmographie

### Cinéma
- 1978 : Poker menteuses et Révolver matin de Christine Van de Putte
- 1981 : Clara et les Chics Types de Jacques Monnet : Jean-Michel, le travesti
- 1983 :  Ballade à blanc de Bertrand Gauthier : Le motard
- 1987 : Papillon du vertige de Jean-Yves Carrée : L'homme qui parle tout seul
- 1989 : La Vie et rien d'autre de Bertrand Tavernier : le sous-officier
- 2007 : De l'ordre des rouages et des ombres de Viktor Miletic : Roger Duhamel, le prix Nobel
- 2014 : Lili Rose de Bruno Ballouard : Loulou
- 2015 : Heliopsis, court-métrage de Sandra Kobanovitch : Papy, le directeur du foyer

### Télévision
- 1982 : De Pierre à Paul, d'Antoine Perset
- 1983 : Cet âge au galop, de Patrick Saglio
- 1984 : Julien Fontanes, magistrat, épisode Un coup de bluff : Sylvain Cottaz
- 1984 : La vie des autres, épisode La Ligne de conduite : Jacques Roblet
- 1985 : Le groupe, de Michel Andrieu
- 1986 : Opération Mozart, d'Alain Nahum
- 1987 : Le vagabond de la Bastille, de Michel Andrieu
- 1993 : L'Instit, épisode Concerto pour Guillaume : Jean-Baptiste
- 1993 : Fort Navarro, de Nicolas Ribowski
- 1994 : Une femme à la dérive, de Jérôme Enrico
- 2000 : Divorce (Série)
- 2012 : Tartarin de Tarascon, de Jérôme Savary
- 2014 : La petite histoire de France, de Vincent Burgevin

## Théâtre
- 1978 : La Neuville au Rupt 1900 : Bernard Rousselet
- 1979 : A nous de jouer de Félicien Marceau : Andréas Voutsinás
- 1981 : Quelle belle vie, quelle belle mort de D. Parker : Andréas Voutsinás
- 1982 : Adaptation de H. May : Paul Weawer-Blanche Salant
- 1983 : La Coulée de JP. Léonardini : Bruno Carlucci
- 1985-1986 : Émilie Jolie de Philippe Chatel : Robert Fortune
- 1987 : Les Evadés d'JJ. Tarbès : Andréas Voutsinás
- 1989 : La Malle Poste de H. Bassis : Philippe Noël
- 1990-1992 : La Journée du Maire d'Isabelle Philippe : Jean-François Philippe
- 1992 : Démétria de Luis Porquet : Jean-François Philippe
- 1993 : Le Voleur de Bagdad : Serge Noël
- 1993 : Le Bourgeois gentilhomme (Molière): Alain Sachs
- 1994-1995 : Angélique Marquise des Anges d'A et S Golon : Robert Hossein
- 1996 : Sur un Air de Doisnea de D. Conte : Dominique Conte
- 1999-2000 : Ma femme est folle de Jean Barbier : Jean-Pierre Dravel
- 2000-2001 : Irma la Douce d'A.Breffort M.Monnot : Jérôme Savary
- 2002 : Les Guerriers de Philippe Minyana : Laurent Delvert
- 2004 : On achève bien les chevaux de H. Mac Coy, mise en scène de Robert Hossein
- 2005 : Les Plaideurs de Jean Racine, mise en scène de Vincent Schmitt
- 2005-2012 : Tartuffe de Molière, mise en scène de Laurent Delvert
- 2006 : Le Don d'Adèle de Barillet et Grédy, mise en scène de Julia Duchaussoy
- 2006 : Le Joueur d'échecs de Stefan Zweig, mise en scène de Laurent Delvert
- 2006 : Demain la belle de Bernard Thomas, mise en scène de Jérôme Savary
- 2007 : Le Joueur d'échecs de Stefan Zweig, mise en scène de Laurent Delvert au festival d'Avignon
- 2009 : L'Ordinaire de Michel Vinaver à la Comédie Française
- 2011 : La Pitié dangereuse de Stefan Zweig, mise en scène de Stéphane-Olivié Bisson
- 2012 : Tartarin de Tarascon d'Alphonse Daudet, mise en scène de Jérôme Savary
- 2013 : Cinna de Pierre Corneille, mise en scène de Laurent Delvert